# リーマンのクシー関数

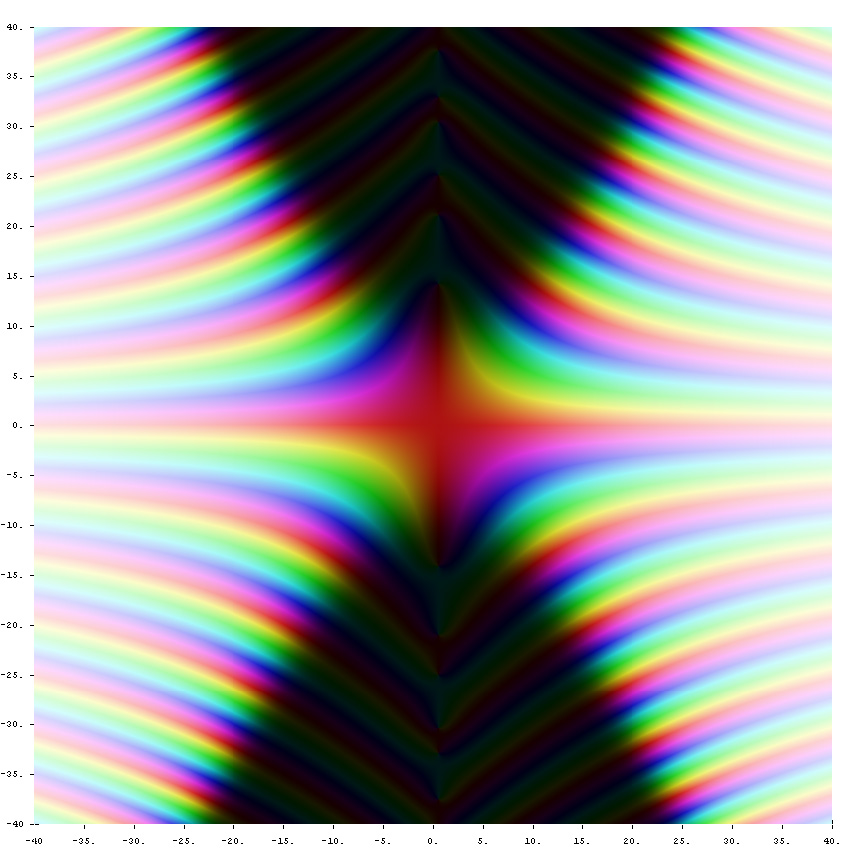
複素平面におけるリーマンのクシー関数 ξ(s). 点 s の色は関数の値を表している。より暗い色は 0 により近い値を表し、色相は値の偏角を表す。

数学において、リーマンのクシー関数（リーマンのクシーかんすう、英: Riemann Xi function）はリーマンのゼータ関数の変形で、とりわけ単純な関数等式をもつように定義される。関数はベルンハルト・リーマンに敬意を表して名づけられている。

## 定義
リーマンのもともとの小文字のクシー関数、ξ はエトムント・ランダウによって大文字のクシー Ξ に改名された（下記参照）。ランダウの小文字クシー ξ は次のように定義される： s ∈ C に対して
{\displaystyle \xi (s)={\frac {1}{2}}s(s-1)\pi ^{-s/2}\Gamma \left({\frac {1}{2}}s\right)\zeta (s).}
ここで ζ(s) はリーマンのゼータ関数を表し、Γ(s) はガンマ関数である。クシーの関数等式（あるいは reflection formula）は
{\displaystyle \xi (1-s)=\xi (s)}
である。大文字のクシー Ξ は Landau (loc. cit., §71) によって
{\displaystyle \Xi (z)=\xi \left({\frac {1}{2}}+zi\right)}
と定義され、関数等式
{\displaystyle \Xi (-z)=\Xi (z)}
をもつ。Landau (loc. cit., p. 894) によって報告されているようにこの関数 Ξ はリーマンがもともと ξ によって表記した関数である。

## 値
偶数に対する一般式は
{\displaystyle \xi (2n)=(-1)^{n+1}{\frac {1}{(2n)!}}B_{2n}2^{2n-1}\pi ^{n}(2n^{2}-n)(n-1)!}
である、ただし Bn は n 番目のベルヌーイ数を表す。例えば
{\displaystyle \xi (2)={\pi  \over 6}}
である。

## 級数表現
クシー関数は級数展開
{\displaystyle {\frac {d}{dz}}\log \xi \left({\frac {-z}{1-z}}\right)=\sum _{n=0}^{\infty }\lambda _{n+1}z^{n}}
をもつ、ただし
{\displaystyle \lambda _{n}={\frac {1}{(n-1)!}}\left.{\frac {d^{n}}{ds^{n}}}\left[s^{n-1}\log \xi (s)\right]\right|_{s=1}=\sum _{\rho }\left[1-\left(1-{\frac {1}{\rho }}\right)^{n}\right]}
であり、この和はゼータ関数の非自明な零点 ρ を |Im(ρ)| の順番で渡る。
この展開は Li's criterion においてとりわけ重要な役割を果たす。その主張は、リーマン予想はすべての正の n に対して λn > 0 であることと同値であるというものである。

## アダマール積
単純な無限積展開は
{\displaystyle \Xi (s)=\Xi (0)\prod _{\rho }\left(1-{\frac {s}{\rho }}\right),\!}
ただし ρ は ξ の根を走る。
展開の収束を保証するには、積は零点の "matching pairs" 上でとられなければならない、すなわち ρ と 1 − ρ の形の零点のペアの因子は一緒にグループされなければならない。

## 関連文献
- Weisstein, Eric W. "Xi-Function". mathworld.wolfram.com (英語).
- Keiper, J.B. (1992). “Power series expansions of Riemann's xi function”. Mathematics of Computation 58 (198):  765–773. Bibcode: 1992MaCom..58..765K. doi:10.1090/S0025-5718-1992-1122072-5.

この記事は、クリエイティブ・コモンズ・ライセンス 表示-継承 3.0 非移植のもと提供されているオンライン数学辞典『PlanetMath』の項目Riemann Ξ functionの本文を含む